# 斯泰普内 (别里斯拉夫区)
47°1′27″N 33°23′1″E / 47.02417°N 33.38361°E
斯泰普内（烏克蘭語：Степне），是烏克蘭南部赫爾松州别里斯拉夫区新赖斯克市镇内的村落。面積0.93平方公里，海拔高度64米，2001年人口735，人口密度每平方公里786.9人。